# Ліза Дмитрієва
Єлизавета Дмитрієва (6 березня[неавторитетне джерело] 2018, Київ, Україна — 14 липня 2022, Вінниця) — українська дівчинка, відома через обставини своєї загибелі від російсько-української війни.

## Життепис
Ліза Дмитрієва народилася 6 березня 2018 року у Вінниці. Після народження мама розмістила в Інстаграмі фотографію, з підписом: «Знайомтеся, це маленьке янголятко Ліза».
У дівчинки був вроджений синдром Дауна. Про діагноз стало відомо ще до народження, лікарі відмовляли народжувати, але сім'я вирішила все одно залишити дитину, оскільки «хотіли показати Лізі світ». Тим часом, незважаючи на специфіки організму, за заявою лікаря-логопеда, Ліза була розумна і здібна". Ірина не тільки не приховувала факт наявності у своєї дитини синдрому Дауна, а намагалася допомогти іншим зрозуміти, що такі діти не відрізняються від інших своєю добротою. У віці 6 місяців Ліза успішно пережила важку операцію на серці. Мати дівчинки, Ірина Дмитрієва, до загибелі доньки щодня в Instagram писала про проблему чи успіхи дитини, щоб допомогти іншим зі схожими питаннями.
Спочатку Ліза жила з батьками у Києві, а згодом переїхала з мамою до Вінниці, через російське вторгнення в Україну. У червні 2019 року Ліза навчилася самостійно сидіти — при особливостях розвитку дівчинки це був значний для батьків прогрес. Взимку 2021 року дівчинка перехворіла на коронавірус, який спровокував ревматичний артрит. У 2021 році Ліза знімалася в різдвяному ролику Олени Зеленської. Після вторгнення Росії в Україну Ліза з сім'єю повернулися до Вінниці, оскільки місто було більш безпечним через більшу відстань від лінії фронту.
14 липня 2022 року Ліза Дмитрієва разом зі своєю матір'ю йшли із занять у логопеда. Раніше того ж дня, до атаки, мати Лізи Ірина опублікувала в соцмережах відео спільної прогулянки до логопеда, на якому Ліза йшла поруч, штовхаючи рожевий візок. Після удару ракетами по Вінниці світ облетіли фотографії, зроблені на місці ракетного удару: закривавлений візок Лізи лежав на боці, а поряд з ним лежав дитячий труп. Кадри широко поширилися Інтернетом.
Після ракетного удару, який вбив Лізу, її мама потрапила до лікарні з травмами, а після операції тимчасово втратила пам'ять. Як розповіла лікар Валерія Король, керівник центру для дітей із особливими потребами: «А мама, вона все серце вклала. Дочка була для неї сенсом життя. Вона шалено її любила, і я просто не можу уявити, яка це трагедія для сім'ї. Вона жила цією дитиною».
З дівчинкою попрощалися 17 липня 2022 року у Спас-Преображенському кафедральному соборі. У храм принесли безліч дитячих іграшок та квітів. В останній шлях дитину провели під звуки композиції «Червона калина», що виконувалася двома скрипалями, бо дитина за життя любила звуки скрипки, і дуже любила цю композицію, під яку часто танцювала. На похороні священник розплакався і сказав, що «зло не може перемогти». У свій останній шлях дитина вирушила у вінку з білих квітів та з плюшевими ведмедиками. Мати не змогла бути присутньою на похороні своєї єдиної доньки, оскільки все ще перебувала у важкому стані в лікарні. Загиблу поховали на міському цвинтарі Сабарова.
Через місяць після трагедії мати Лізи зазначила, що хоч вона бачила її смерть, але не хоче в це вірити і сподівається, що Ліза чекає на неї вдома.

## Пам'ять

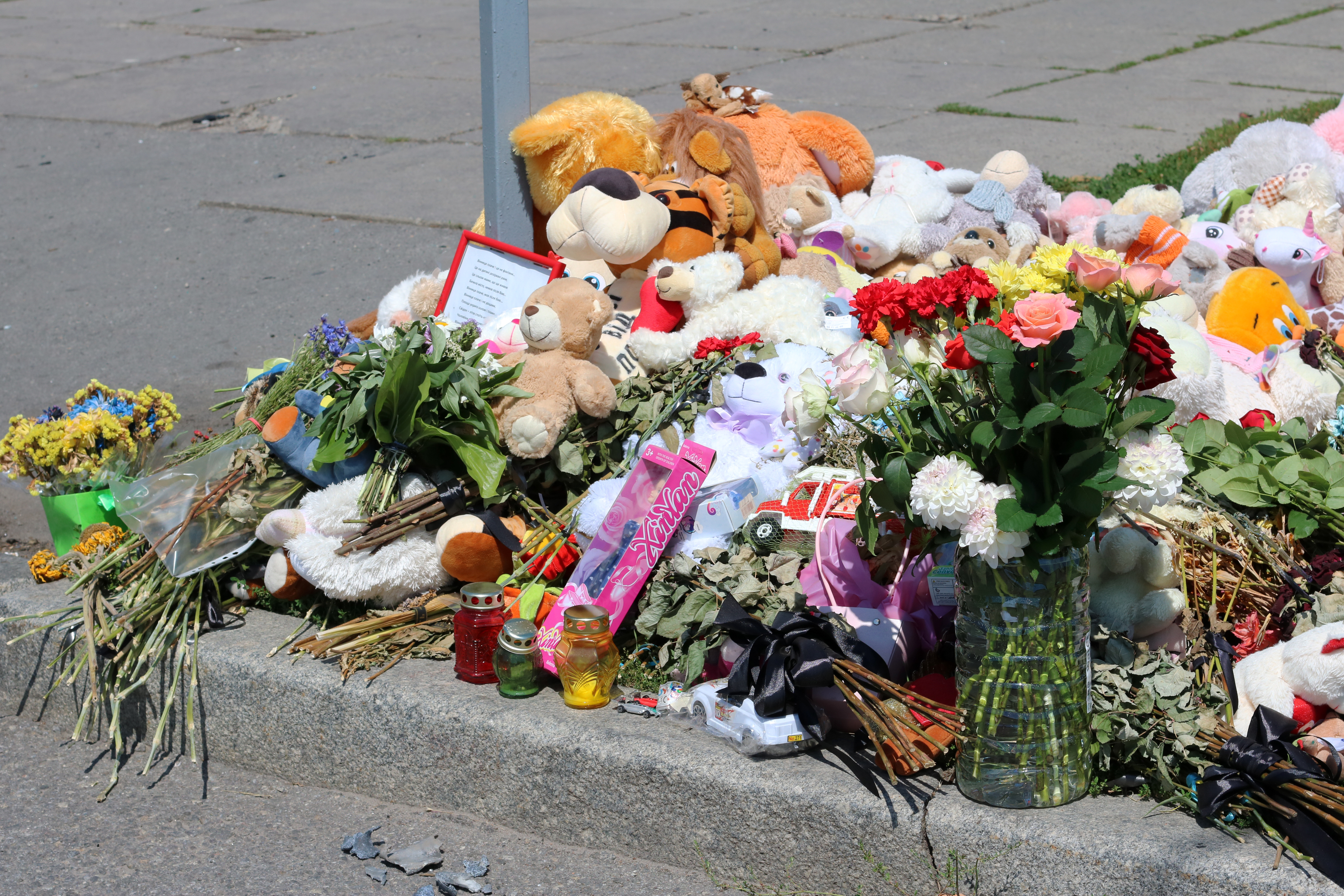
Квіти та дитячі іграшки на місці трагедії

- Через дні після трагедії на місці загибелі Лізи жителі України створили імпровізований меморіал та покладають квіти та дитячі іграшки[15].
- Відео з Лізою було показано 20 липня 2022 року у Конгресі США[16].
- На згадку про невинно вбиту дитину гурт «Пожежний кран» написали пісню[17].